# (22497) Immanuelfuchs
(22497) Immanuelfuchs (1997 KG) – planetoida z pasa głównego asteroid okrążająca Słońce w ciągu 4,92 lat w średniej odległości 2,89 j.a. Odkryta 30 maja 1997 roku.